# Даванков, Владислав Андреевич
Владисла́в Андре́евич Даванко́в (род. 25 февраля 1984, Смоленск, РСФСР, СССР)— российский общественный и политический деятель, предприниматель. Заместитель председателя Государственной думы Федерального собрания Российской Федерации с 12 октября 2021 года. Первый заместитель руководителя фракции партии «Новые люди» с 11 октября 2021 года.
Заместитель генерального директора АНО «Россия — страна возможностей» (2018—2021).
Из-за поддержки вторжения России на Украину находится под международными санкциями Евросоюза, США, Великобритании, Канады и ряда других стран.
Являлся кандидатом на президентских выборах в России 2024 года от партии «Новые люди», заняв третье место с 3,85 % голосов.

## Биография
Родился 25 февраля 1984 года в Смоленске. Отец — Андрей Даванков, генеральный директор ООО «Старица Авиа», аэроклуба в городе Старица Тверской области, предприниматель, сооснователь компании «Faberlic» и политической партии «Новые люди». Дед — Вадим Александрович Даванков, доктор химических наук, заведующий лабораторией стереохимии сорбционных процессов ИНЭОС РАН.
Жил в Смоленске до 17 лет. Среднее образование получил сначала в смоленской школе № 3, а затем в гимназии № 1 им. Н. М. Пржевальского. В 2002 году окончил Смоленский колледж экономики и права.
В 2001 году поступил на исторический факультет МГУ им. М. В. Ломоносова. Выпускник кафедры новой и новейшей истории, специализацию «История США». В 2006 году окончил исторический факультет МГУ. Под руководством профессора Л. В. Байбаковой защитил дипломную работу на тему «Проблема социальной адаптации общества мормонов в США (последняя треть XIX в.)».
По данным сайта Даванкова, в 2008 году получил учёную степень кандидата социологических наук в Российском государственном социальном университете, однако сведения о диссертации отсутствуют в каталоге РГБ.
Начал работать в компании Faberlic. В 2013 году занял должность вице-президента компании Faberlic (ОАО «Фаберлик») Алексея Нечаева.
В 2014 году получил дополнительное образование — окончил Московскую школу управления «Сколково».
В 2023 году прошёл обучение в так называемой «школе губернаторов», по программе «Подготовка и переподготовка резерва управленческих кадров» в Российской академии народного хозяйства и государственной службы при президенте Российской Федерации.

### «Россия — страна возможностей»
В 2017 году стал генеральным директором компании «Фонд поддержки образовательных программ „Капитаны России“». В том же году был начат проект «Мой первый бизнес», руководителем которого стал Владислав Даванков. Проект заявлялся как конкурс для школьников и проходил с октября 2017 года по март 2018 года в рамках открытой платформы «Россия — страна возможностей». 100 лучших участников получили гранты на обучение на факультете бизнеса «Капитаны» РЭУ им Г. В. Плеханова.
22 мая 2018 года президент России Владимир Путин подписал указ о создании автономной некоммерческой организации «Россия — страна возможностей». Её учредителем стало Управление делами президента. Директором 26 июня 2018 года был назначен Алексей Комиссаров. Владислав Даванков был назначен заместителем генерального директора. А руководить проектом «Мой первый бизнес» назначили Ярослава Самылина.
На этой должности Даванков занимался развитием уже имеющихся конкурсов, а также поиском, разработкой и внедрением новых проектов. В 2018 году конкурс «Мой первый бизнес» стал одним из проектов АНО «Россия — страна возможностей», 1 октября 2018 года в Москве был объявлен старт 2-го конкурса «Мой первый бизнес».
В июле 2019 года Владислав Даванков был почётным гостем церемонии открытия второй смены платформы «Россия — страна возможностей» на площадке Всероссийского молодёжного образовательного форума «Территория смыслов». Смена проходила на базе мастерской управления «Сенеж» в подмосковном Солнечногорске.
В ноябре 2019 года в Сочи участвовал во Всероссийском конгрессе организаторов мероприятий «Meet in Sochi».
В марте 2020 года Алексей Нечаев и Александр Даванков создали политическую партию «Новые люди», которая в том же месяце получила регистрацию от Министерства юстиции РФ. Владислав вступил в партию. Являлся руководителем центрального исполнительного комитета партии «Новые люди».
В июле 2021 года на съезде партии «Новые люди» был утверждён список кандидатов для участия в выборах в Государственную думу 8 созыва, которые проводились по смешанной системе. Даванков был включён в список, в региональную группу № 1 (Республика Адыгея, Краснодарский край) под номером 2 после Сергея Кусмакова. По итогам состоявшихся 17—19 сентября 2021 года выборов «Новые люди» получили по списку 13 мандатов. Один мандат получила группа № 1 и его передали Кусмакову. Однако тот отказался его принять и 29 сентября ЦИК передал мандат Владиславу Даванкову.

### Депутат Государственной думы
В Госдуме 8 созыва вошёл во фракцию «Новые люди». 12 октября 2021 года избран заместителем председателя Госдумы от фракции «Новые люди». Представлял республику Адыгею, Краснодарский край, Ставропольский край, Смоленскую область и Луганскую Народную Республику.
Как вице-спикер Государственной думы координирует деятельность комитетов по охране здоровья и культуре. Организует сотрудничество Государственной думы с Парламентской ассамблеей Средиземноморья, законодательными органами Узбекистана, стран Северной Африки, Бельгии, Люксембурга и Мальты.
В начале февраля 2022 года в Сочи участвовал в организованной партией «Новые люди» конференции, посвящённой развитию города-курорта.
В середине февраля 2022 года на фоне сообщений о готовящемся вторжении России в Украину Даванкову, как вице-спикеру Госдумы, был задан вопрос: «Кому выгодно нагнетание напряжённости вокруг Украины?». Он ответил: «Мы точно знаем, кому невыгодно: жителям ДНР и ЛНР, украинцам и жителям России. Война — это человеческие жертвы, санкции, доллар по 150 рублей, скачок цен на продукты. В России за чертой бедности 16 млн человек. Мы готовы к тому, что их станет больше?». 22 февраля 2022 года депутаты Госдумы и члены Совета Федерации поддержали признание независимости ДНР и ЛНР фактически единогласно. За решение проголосовали и депутаты от партии «Новые люди». Вице-спикер Госдумы Даванков тогда заявил: «Демократия — это когда мы дискутируем до принятого решения. А когда решение принято, нужно действовать». Он также ожидал решительных и быстрых действий правительства, потому что есть понимание относительно того, что «санкции только усилятся, курс доллара вырастет и станет сложнее».
Был соавтором закона о запрете трансгендерного перехода в России, внесённого в Госдуму 31 мая 2023 года. Внёс большой вклад в разработку законопроекта и проголосовал за его принятие во всех трёх чтениях.
В июне 2023 года выступил с предложением отменить домашние задания для школьников.
В апреле 2024 года предложил снизить минимальный возраст голосования на выборах в России. Он пояснил данное предложение тем, что 16—17-летние избиратели «имеют навык критического мышления» и что они «свободны от стереотипов».
В августе 2024 года вместе с однопартийкой Ксенией Горячевой поддержали получивший статус иностранного агента Telegram-канал «BRIEF».

## Участие в выборах на должности исполнительной ветви власти

### Выборы мэра Москвы 2023 года
18 июня 2023 года московское отделение партии «Новые люди» выдвинуло заместителя председателя Госдумы Владислава Даванкова кандидатом на выборах мэра Москвы. В рамках выдвижения Даванков заявлял о намерении добиться равномерного развития города, ввести мораторий на расширение и уплотнение столицы и запустить программу для обучения 100 000 девушек цифровым специальностям. Для регистрации ему требовалось собрать от 110 до 115 подписей местных депутатов. Он собрал 114 подписей из 114 районов Москвы и 12 июля был зарегистрирован кандидатом. На состоявшихся в сентябре 2023 года выборах при явке 43,18 % получил 5,34 % голосов избирателей, заняв четвёртое место из пяти.

### Президентские выборы 2024 года
25 декабря 2023 года Даванков подал документы в ЦИК для участия в президентских выборах 2024 года от партии «Новые люди»; также был поддержан «Партией Роста». 28 декабря 2023 года ЦИК разрешила открыть избирательный счёт и приняла решение о регистрации уполномоченных. Для участия в выборах Даванкову как кандидату от парламентской партии собирать подписи избирателей в свою поддержку было не нужно.
1 января 2024 года Даванков подал документы в ЦИК для регистрации кандидатом в президенты. 5 января ЦИК РФ зарегистрировала Владислава Даванкова в качестве кандидата в президенты России от партии «Новые люди».
Владислав Даванков поставил свою подпись в поддержку регистрации на президентских выборах Бориса Надеждина, Рады Русских и планировал подписаться за всех других кандидатов.
На следующий день после окончания выборов, 18 марта Даванков на встрече с Путиным осудил украинские обстрелы Белгородской области, приведшие к массовой гибели мирных людей, и заявил, что «такие действия киевского режима не имеют никакого оправдания». Он также сказал, что россияне, с которыми он встречался, искренне считают, что только Путин может победить в противостоянии с Украиной. Позже вечером в тот же день на концерте, посвящённом десятилетию российской аннексии Крыма, заявил: «Я никогда не забуду чувство гордости за свою страну и за своего президента ровно десять лет назад».

## Санкции
25 февраля 2022 года, на фоне вторжения России на Украину, был включён в санкционный список стран Евросоюза в ответ на решение России признать независимыми территории Донецкой и Луганской областей Украины и на решение об отправке туда российских войск.
11 марта 2022 года был внесён в санкционный список Великобритании за признание независимости двух сепаратистских регионов на Украине.
30 сентября 2022 года был внесён в санкционный список США в ответ на фиктивные референдумы и аннексию территорий Украины российскими оккупационными силами. Государственный департамент отмечает, что депутаты единогласно приняли закон о фейках, а некоторые депутаты сыграли ключевую роль в распространении российской точки зрения о войне.
23 февраля 2023 года был включён в санкционный список Канады «соратников режима», так как он «голосовал за законодательство, связанное со вторжением и попыткой аннексии четырёх регионов Украины».
По аналогичным основаниям находится в санкционных списках Швейцарии, Австралии, Японии, Украины и Новой Зеландии.

## Оценки
По сведениям спецкора «Медузы» Андрея Перцева, Владислав Даванков — племянник Александра Даванкова, друга председателя партии «Новые люди» Алексея Нечаева и его партнёра по Faberlic. Он помог познакомить Нечаева с Ковальчуками и главой внутриполитического блока администрации президента, благодаря чему Нечаева поддерживали в Кремле.

## Личная жизнь
Женат, двое детей: Святослав и Никита.
Хобби: гольф и игра го.

## Награды
- Благодарность президента Российской Федерации (30 декабря 2019 года) — за заслуги в организации и проведении Года добровольца (волонтёра) в Российской Федерации[56];
- Почётный знак Росмолодёжи;
- Грамота к памятной медали «За бескорыстный вклад в организацию общественной акции взаимопомощи „#МыВместе“» (2020)[57];
- Медаль ордена «За заслуги перед Отечеством» II степени[58];
- Орден Дружбы (26 августа 2023 года, Южная Осетия) — за большой вклад в развитие сотрудничества между Республикой Южная Осетия и Российской Федерацией[59];
- Почётная грамота Государственной Думы Федерального Собрания Российской Федерации за большой вклад в укрепление межпарламентских отношений со странами Латинской Америки (15 ноября 2023 года)[60];
- Юбилейная медаль «МПА СНГ. 30 лет» (16 ноября 2023 года, Межпарламентская ассамблея СНГ) — за заслуги в деле развития и укрепления парламентаризма, за вклад в развитие и совершенствование правовых основ функционирования Содружества Независимых Государств, укрепление международных связей и межпарламентского сотрудничества[61].